# Církev všech světů

Symbol bohyně

Církev všech světů (anglicky Church of All Worlds – CAW) je neopohanská náboženská skupina, rozšířená zejména v Austrálii a Spojených státech. Nemá více než 1000 členů a organizace vydává časopis Green Egg („Zelené vejce“).

## Vznik
Počátky Církve všech světů spadají do roku 1961 a do souvislosti s malou skupinou vysokoškolských přátel. Richard Lance Christie, jeden ze studentů, se věnoval nauce seberealizace v konceptu Abrahama Maslowa. Poté, co se seznámil s Timothy Zellem, začal experimentovat s mimosmyslovým vnímáním. V této době skupina přátel četla fiktivní knihu Roberta Henleina Cizinec v cizí zemi, která je v mnohém inspirovala.
Formálně byla církev všech světů založena v roce 1962. V průběhu své historie zažila mnoho pádů, kdy takřka zanikla, i mnoho vzestupů.

## Věrouka
Principy církve jsou postaveny na tzv. Teorii Gaie. Zakládá se na starověkých myšlenkách, že naše planeta je živý organizmus, Matkou Gaia. O Zemi se lidé musí starat a žít v souladu s celou biosférou země. Členové si mezi sebou říkají „Ty jsi Bůh“. Uznávají totiž božství každé živé bytosti ve vesmíru. Další výklady církve se týkají zejména životního prostředí, duchovnem a lidskými aspekty. Obhajují mimo jiné principy feminismu, práva homosexuálů, legalizaci používání produktů konopí, přírodní rezervace a posvátnou sexualitu.
V církvi existuje hierarchie, kdy každý člen zastává nějakou funkci (vyhledávání nových členů, vedení různých poboček atd). Vysvěcení tak trvá až několik let. Součástí církve je několik menších organizací jako Nemeton či Ekoways, které se zabývají úzce vymezenými, většinou ekologickými problémy po celém světě.